# Михайлов, Сергей Валерьевич (белорусский футболист)
Серге́й Вале́рьевич Миха́йлов (бел. Сяргей Валер'евіч Міхайлаў; род. 8 июня 1978, Минск) — белорусский футболист, выступавший на позиции вратаря. Тренер вратарей краковской «Вислы».

## Карьера
Начал карьеру в минском клубе второй лиги «АФВиС-Олимпия». Затем играл за «Свислочь-Кровлю» из Осиповичей, в составе которого играл в высшей лиге. В 2000 году перешёл в «Белшину», с которой на следующий год стал чемпионом (хотя и был всего третьим вратарём). После выступал в первую очередь за клубы первой лиги, с 2006 по 2009 год был основным вратарём несвижского «Вераса».
В 2010 году стал игроком клуба «Слуцксахар» (позже — «Слуцк»), который на тот момент играл во второй лиге. В статусе основного вратаря помог клубу выйти в первую лигу. Был капитаном команды. В сезоне-2013 утратил место в основе, став запасным вратарём после Артура Лесько и Андрея Щербакова. В сезоне-2014, когда «Слуцк» добился места в высшей лиге, перешёл на место тренера вратарей, но в то же время иногда заявлялся вторым вратарём, однажды вышел на поле в основе. По окончании сезона-2014 закончил карьеру игрока и окончательно перешёл на тренерскую работу.

### Тренерская
Занимал должность тренера «Слуцка» по научно-методической работе. В декабре 2016 года покинул тренерский штаб слуцкого клуба.
В 2017 году переехал в Польшу, где позднее стал тренером юношеских команд в структуре краковской «Вислы». В 2022 году стал тренером вратарей второй команды клуба. В декабре 2023 года перешёл на аналогичную должность в тренерский штаб основной команды краковского клуба до конца года.

## Достижения
- Чемпион Белоруссии: 2001
- Победитель Первой лиги Белоруссии: 2013